# Харрис, Тайрон
Тайрон Харрис (англ. Tyron Harris; род. 13 ноября 1991, Хума, штат Луизиана, США) — американский профессиональный баскетболист, играющий на позиции разыгрывающего защитника.

## Карьера

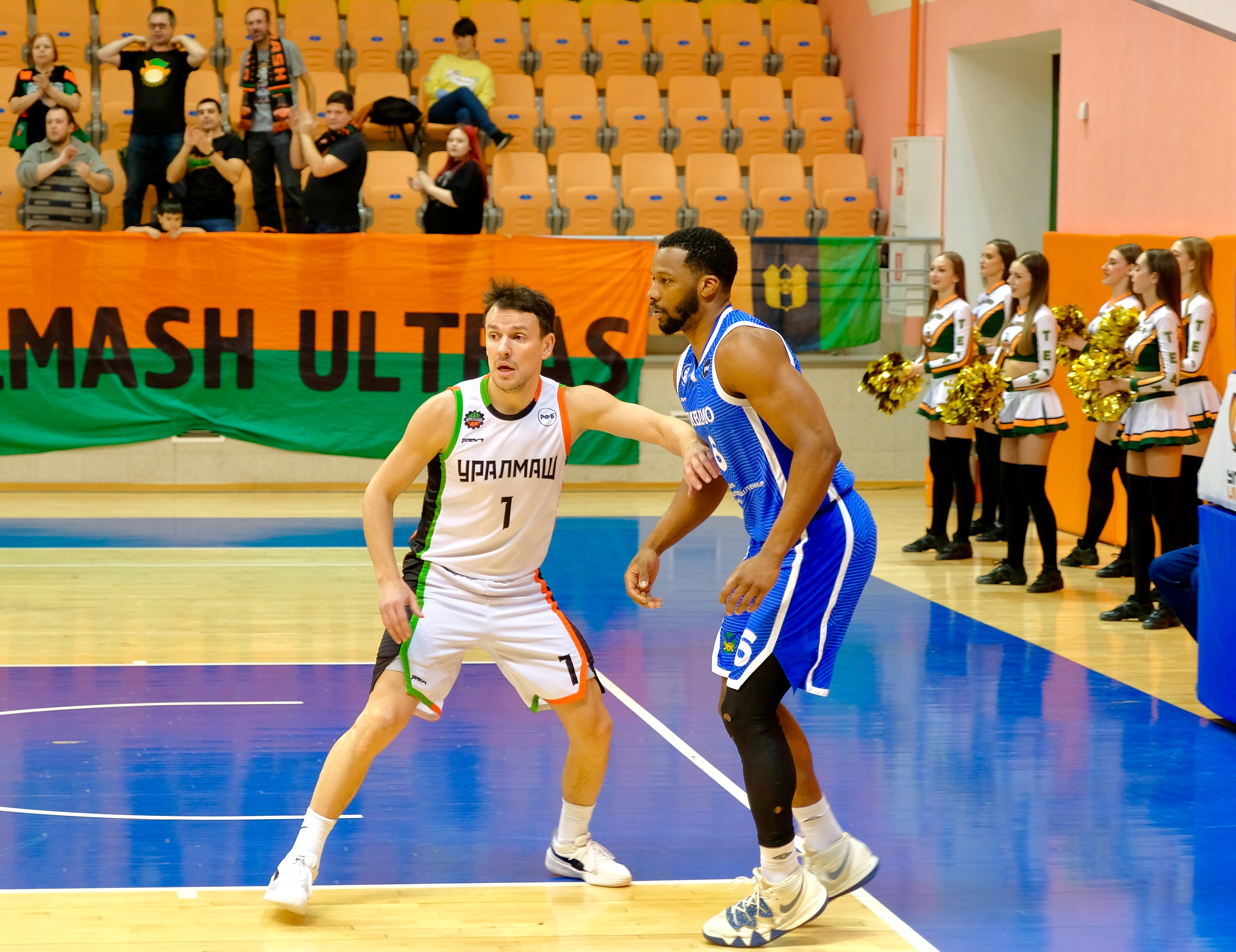
В составе Динамо

В декабре 2021 года Харрис подписал контракт с «Динамо» (Владивосток). В составе команды Тайрон провёл 12 матчей в Суперлиге-1, в которых в среднем набирал 13,7 очка и 8,2 передачи.
В марте 2022 года Харрис продлил контракт с «Динамо» ещё на 1 сезон и перешёл на правах аренды в «Самару» до конца сезона 2021/2022.
По окончании сезона 2021/2022 Харрис вернулся в «Динамо».